# Аменті

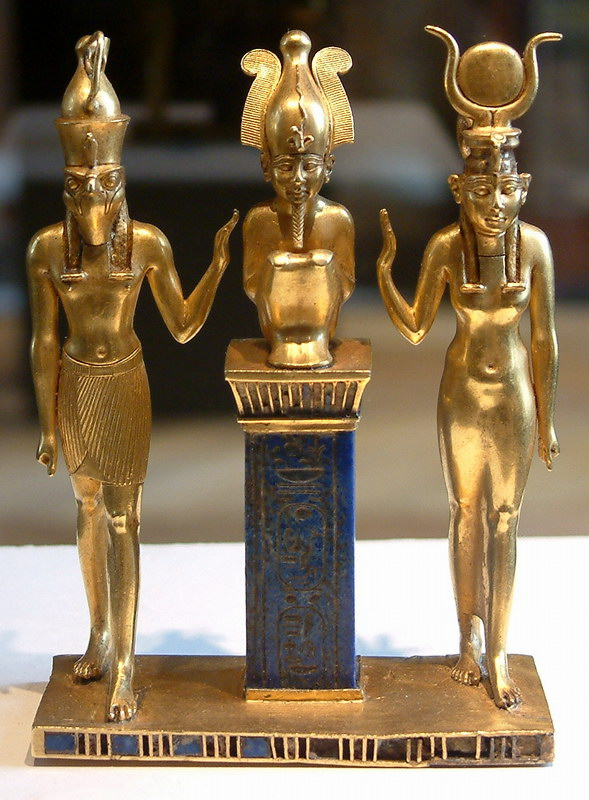
Гор, Осіріс, Ісіда, біл. 874/850 до н. е., Лувр

Аменті (Аментес) — назва підземного світу, що використовувалося в Стародавньому Єгипті.
На думку древніх єгиптян, душа після смерті спускалася на захід з низхідним сонцем в підземний, потойбічний світ, ім'я якого Аменті виражало світ заходу сонця.
Зображення потойбічного світу зустрічаються у великій кількості на стінах поховань і в рукописних сувоях папіруса, знахдяться також разом з муміями. Довжина таких сувоїв залежала від гідності померлого і доходила у деяких фараонів до 9 метрів.

## Опис підземного світу

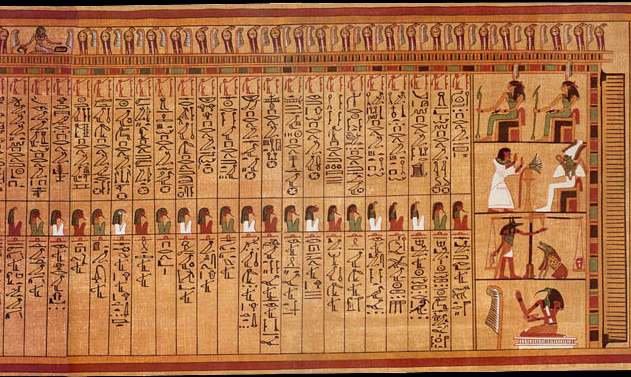
З давньоєгипетської Книги мертвих

Аменті описана в давньоєгипетській Книзі мертвих і зображена на віньєтках. Головна сцена зображує залу судді мертвих Осіріса, пред лицем якого проводить померлого богиня справедливості Маат, між тим як Хор і Анубіс розглядають справи скоєні ним за життя.
У врат світу Аменті сидів страж, який поглинає душі, з відкритою пащею — символом землі, що поглинає мерців. Напередодні Аменті, в залі «подвійної справедливості» (нагороджуючої і наказуючої) душі поставали на суд Осіріса. Він сидів з вінком на голові, з кривим жезлом і батогом в руках, обвитий пов'язками, як мумія, оточений водою життя, з якої росли лотоси. Біля нього сиділи 42 судді мертвих, прикрашені страусовим пір'ям — символом істини та справедливості, і вершили суд над 42 смертними гріхами.
Душа просила про причислення її до сонму блаженних, стверджувала, що вона не мала вад, які тут же перераховувала. У ваг ставали: Анубіс з головою шакала і Гор з головою яструба; на одну чашу терезів клали випробне серце, на іншу — страусове перо правди. Бог Тот записував результат і вирок. Якщо вимовлялося осуд, душа йшла на тимчасові муки у відділення засуджуваних; якщо вирок був на користь душі, вона отримувала перо правди; богині Аментет і Нут обмивали її водою життя, і, укріплена, вона проходила серед підземних чудовиськ в поля бога сонця Ра. Там вона насолоджувалася, зриваючи квіти, пожинаючи колосся, прогулюючись в тінистих алеях і купаючись в свіжих хвилях.

### Покровителька підземного царства
Покровителькою цього царства мертвих була богиня, яку іноді називають за назвою царства.
За віруваннями єгиптян, царство Аменті було езотерично розділене на чотирнадцять зон. Кожна з цих частин царства Аменті відповідала найбільшою мірою людині, залежно від того, як він показав себе, перебуваючи в царстві живих. Аменті служило для потрапившої в нього людини своєрідним чистилищем, і якщо туди потрапляла душа давньоєгипетського праведника, то незабаром вона відправлялася в царство богів, всім же іншим була уготована доля провести в Аменті стільки, скільки потрібно для очищення совісті.

### Духи підземного світу
Духами Аменті називалися чотири міфічних істоти, під чиє особливе заступництво стародавні єгиптяни віддавали чотири сторони світу і в той же час різні частини нутрощів людини. Ці нутрощі при бальзамуванні полягали в судини, прикрашені головами духів Аменті: головою жінки, собаки, шакала і яструба. Греки називали ці судини канопами.

## Трактування слова
Слово Аменті було вжито в коптскому перекладі Біблії для заміни слова «пекло».

## Аїд Афродити
Деякі історики знаходять, що в Стародавній Греції, для опису підземного царства Аїда, багато що було запозичене греками у стародавніх єгиптян. Переїзд через воду, острова блаженних, Цербер і суд над померлими, так само як багато іншого, мають свій прототип в Аменті.